# Les Tarnauds
Les Tarnauds sont une rivière française qui coule entièrement dans le département de la Marne. C'est un affluent en rive gauche de la Marne et donc un sous-affluent de la Seine.

## Description du cours
Les Tarnauds naissent entre les villages d'Aulnay-sur-Marne (à l'est) et de Jâlons (à l'ouest). Il s'agit en réalité d'un dédoublement de la Somme-Soude, qui résulte de l'union des rivières la Somme et de la Soude. Les Tarnauds forment donc le bras gauche de la Somme-Soude, le bras droit se jetant dans la Marne près de Condé-sur-Marne. 
Longs de 19,1 km, les Tarnauds coulent d'est en ouest, suivant le cours de la Marne. La rivière est toujours située entre un et trois kilomètres de la Marne. Elle arrose d'ailleurs le talus sud de sa vallée. Après le village de Jâlons, les Tarnauds servent de limite entre la commune et celle de Condé-sur-Marne, puis entre Athis et Tours-sur-Marne. Ils prennent ensuite la direction du village d'Athis et traversent les communes de Plivot, Oiry et Chouilly. Les Tarnauds se jettent dans la Marne à deux kilomètres en amont d'Épernay.

## Historique
La rivière des Tarnauds possède un débit nettement plus faible que la Somme-Soude. Ainsi en 1669, l'intendant de Champagne décide la construction d'un barrage à Jâlons pour détourner de l'eau de la Somme-Soude vers les Tarnauds. Un bras de rivière artificiel est créé à cette occasion.
Un arrêté préfectoral du 14 juillet 1855 créé le Syndicat de la rivière des Tarnauds, qui s'occupe notamment du curage de la rivière.
Dans les années 1930, le barrage de Jâlons est détérioré ; si bien que durant l'été, la rivière est entièrement asséchée et ne permet pas l'alimentation des villages situés le long de son cours. En 1936, un nouveau barrage est construit.